# Christiaan II van Anhalt-Bernburg
Christiaan II van Anhalt-Bernburg bijgenaamd de Andere of de Jongere (Amberg, 11 augustus 1599 - Bernburg, 21 september 1656) was van 1630 tot aan zijn dood vorst van Anhalt-Bernburg. Hij behoorde tot het huis Ascaniërs.

## Levensloop
Christiaan II was de tweede zoon van vorst Christiaan I van Anhalt-Bernburg en diens echtgenote Anna van Bentheim-Tecklenburg, dochter van graaf Arnold II. Hij genoot een uitgebreide opleiding en sprak vloeiend Frans en Italiaans. In 1608-1609 studeerde hij samen met zijn neef Johan Casimir van Anhalt-Dessau in Genève. Daarna maakte hij een grand tour door Frankrijk, Engeland en Italië. 
Vanaf 1618 werd Christiaans leven bepaald door de Dertigjarige Oorlog en hij schreef al zijn verschrikkingen en ontberingen die hij tijdens deze oorlog meemaakte neer in een dagboek. Zijn veertien banden omvattende dagboek is bewaard gebleven en biedt een waardevolle geschiedenis van de Dertigjarige Oorlog. Voor hem begon de oorlog met de Slag op de Witte Berg (1620). Zijn vader werd hierbij door de keizerlijke troepen verslagen werd, waarna hij in de rijksban werd geplaatst en in ballingschap gestuurd werd. De jonge Christiaan nam als commandant van twee regimenten van zijn vader ook deel aan deze veldslag en werd na de nederlaag van zijn vader gevangengenomen. Nadat hij terug in de gunst kon komen van keizer Ferdinand II, keerde in 1621 terug naar Bernburg.
Na de dood van zijn vader in 1630 werd Christiaan II vorst van Anhalt-Bernburg. De oorlogsjaren waren hard voor Christiaan en zijn vorstendom. Nog in het eerste jaar van zijn ambtstermijn werd de stad Bernburg veroverd en geplunderd door de troepen van de Deense generaal Heinrich Holk. Een pestepidemie kostte het leven van 1700 inwoners van de stad. In 1636 werd het Slot van Bernburg bijna ingenomen door plunderde troepen, maar dit werd verhinderd door de grote moed van de 70-jarige hofmaarschalk Burkhard von Erlach.
In september 1656 stierf Christiaan op 57-jarige leeftijd. Hij werd bijgezet in de Slotkerk van Bernburg. Door zijn oom Lodewijk I van Anhalt-Köthen werd hij eveneens opgenomen in het Vruchtdragende Gezelschap, waar hij als gezelschapsnaam de Onveranderlijke droeg.

## Huwelijk en nakomelingen
Op 28 februari 1625 huwde Christiaan II met Eleonora Sophia (1603-1675), dochter van hertog Johan van Sleeswijk-Holstein-Sonderburg. Ze kregen vijftien kinderen:
- Beringer (1626-1627)
- Sophia (1627-1627)
- Joachim Ernst (1629-1629)
- Christiaan (1631-1631)
- Erdmann Gideon (1632-1649)
- Bogislaw (1633-1634)
- Victor I Amadeus (1634-1718), vorst van Anhalt-Bernburg
- Eleonora Hedwig (1635-1685), kanunnikes van de Abdij van Gandersheim
- Ernestina Augusta (1636-1659)
- Angelica (1639-1688)
- Anna Sophia (1640-1704), huwde in 1664 met graaf George Frederik van Solms-Sonnenwalde
- Karel Ursinus (1642-1660)
- Ferdinand Christiaan (1643-1645)
- Maria (1645-1655)
- Anna Elisabeth (1647-1680), huwde in 1672 met hertog Christiaan Ulrich I van Württemberg-Oels